# پرچم سرخ

پرچم سرخ

پرچم سرخ (انگلیسی: Red flag) در سیاست نماد سوسیالیسم، کمونیسم و جناح چپ سیاسی محسوب می‌شود که از سوی چپ گرایان از زمان انقلاب فرانسه (۱۷۸۹-۹۹) بکار برده می شد. در جریان انقلاب های ۱۸۴۸ سوسیالیست ها این نماد را استفاده کردند. در نتیحه کاربرد آن در کمون پاریس (۱۸۷۱) پرچم سرخ تبدیل به نمادی برای کمونیسم شد. پرچم دولت های کمونیستی متعددی مانند چین، ویتنام، و اتحاد جماهیر شوروی بر پایه پرچم سرخ است. همچنین این نماد توسط هواداران سوسیالیسم دموکراتیک و هواداران سوسیال دموکراسی بکار برده می شود.